# Joseph Hers
Joseph Hers (1884 – 1965) è stato un botanico e ingegnere ferroviario belga.

## Biografia
Joseph Hers era un ingegnere civile specializzato nella costruzione di ferrovie. Per motivi di lavoro, a partire dal 1910 risiedette a Shanghai presso il consolato belga. Dal 1922 fu nominato amministratore delle ferrovie Lung-Hai e Pien-Lo.
Tra il 1919 e il 1924 nella Cina settentrionale scoprì numerose nuove varietà di lillà, alcune delle quali sono poi state denominate in suo onore, raccogliendo campioni che inviava all'Arnold Arboretum. Altri campioni spediti da Hers sono conservati presso i Giardini botanici di Bruxelles, i Royal Botanic Gardens di Kew, il Collegio di Agricoltura e Foreste di Nanchino e il Museo di Storia Naturale di Parigi.
Tra il 1922 e il 1938, Hers pubblicò numerosi articoli sulle piante legnose coltivate e native di Cina, Manciuria e province russe del Pacifico, e sui nomi cinesi delle piante.